# غاردنر (ويسكونسن)
غاردنر (بالإنجليزية: Gardner, Wisconsin)‏ هي بلدة تقع بولاية ويسكونسن في الولايات المتحدة. تبلغ مساحتها 294 (كم²)، وترتفع عن سطح البحر 184 م، بلغ عدد سكانها 1197 نسمة في عام 2000 حسب إحصاء مكتب تعداد الولايات المتحدة وتصل الكثافة السكانية فيها 13.5 نسمة/كم2.

## وصلات خارجية
- http://www.townofgardner.org
- The US50 - Cities and Towns in Wisconsin State
- Wisconsin Cities and Towns, Facts, Map, Flag, Colleges, Government, and More